# Дельвиг, Андрей Иванович
Барон Андре́й Ива́нович Де́львиг (13 (25) марта 1813 — 20 января (1 февраля) 1887) — русский инженер-генерал из баронского рода Дельвигов, сенатор. Являлся одним из ведущих организаторов и руководителей строительства крупных инженерных объектов в Российской империи, включая водопроводы в Москве и Нижнем Новгороде, железные и шоссейные дороги, а также переправы на Кавказе. Один из основателей и первый председатель Императорского Русского технического общества. Автор фундаментального труда по устройству водопроводов и ценных мемуаров о русской жизни XIX века.

## Биография
Сын отставного военного Рейнгольда Иоганна Дельвига (1783—1815), из остзейских баронов, и его жены Александры Андреевны (1788—1844), урождённой княжны Волконской. Родился в Воронежском (ныне Липецком) имении Студенец, принадлежавшем его деду по матери, князю А. А. Волконскому. Братья — Александр и Николай. Двоюродный брат поэта Антона Дельвига.
В марте 1827 года начал учиться в Военно-строительном училище путей сообщения, которое было присоединено к Институту инженеров путей сообщения. После окончания института в 1832 году занимал должность производителя работ по устройству московского водопровода и был отмечен главноуправляющим путями сообщений и публичными зданиями К. Ф. Толем. По сообщению Н. П. Зимина, Дельвиг был главным «творцом русского водопроводного дела».
В 1836 году работал над гидротехническими сооружениями Тульского оружейного завода. В 1838 году, в чине капитана, участвовал в работах по соединению рек Москвы и Волги. В том же 1838 году женился на Эмилии Левашовой, дочери отставного гвардии поручика Николая Васильевича Левашова. В 1839 году назначен помощником инженер-полковника Максимова по устройству московских набережных и улучшению судоходства на реке Москве. В 1840—1841 годах работал на реке Кубань.
С 1842 года по 1858 год Дельвиг состоял при главноуправляющем путями сообщений П. А. Клейнмихеле. Проведённые им в 1853—1858 годах работы по переустройству Мытищинского водопровода намного улучшили водоснабжение Москвы. Дельвигу принадлежит первое в России и одно из лучших для того времени «Руководство к устройству водопроводов» (1856). Эта книга была удостоена Петербургской Академией Наук Демидовской премии и долгое время служила основным пособием при проектировании и строительстве водопроводов.
В 1861—1871 гг. занимал ряд высших постов в министерстве путей сообщения и много сделал для улучшения отечественного железнодорожного дела: ввёл сохранявшееся долгое время деление на «службы», организовал первые съезды представителей железных дорог, по его инициативе были созданы технические железнодорожные училища. В Москве в 1872 году при участии нескольких железных дорог было учреждено Дельвиговское железнодорожное училище, для которого Дельвиг пожертвовал дом в Кучином переулке и устроил при нём общежитие, обеспечив его капиталом, ныне это Московский колледж транспорта Российского университета транспорта (МИИТ). Председательствовал в совете Министерства путей сообщения и в продолжение 10 месяцев управлял министерством. В 1883 году был произведён в инженер-генералы.
Являлся пайщиком Московского купеческого банка. Был одним из организаторов Русского технического общества (1866) и его первым председателем.

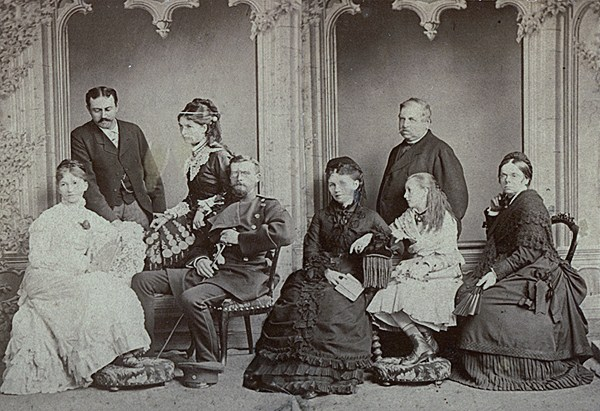
А. И. Дельвиг и его родственники. Эмилия Николаевна в центре.

Мемуары Дельвига содержат воспоминания о А. С. Пушкине, А. А. Дельвиге, Н. В. Гоголе, П. Я. Чаадаеве, А. И. Герцене и других выдающихся людях, с которыми автор был знаком. Похоронен рядом с женой на кладбище Воскресенского Новодевичьего монастыря (Средняя часть, Алтарная дорожка, уч. 19).
Жена (24.04.1838) — Эмилия Николаевна Левашова (1820—1878), внучка волынского губернатора Г. С. Решетова. Получила хорошее домашнее образование, изучала русскую литературу под руководством Белинского. Была отличной музыкантшей и имела прекрасный голос, особенно ей удавалось исполнение русских песен. По словам мужа, имела неприятную привычку курить трубку, была очень сильна и любила выказывать свою силу, на спор поднимала тяжелые гири и двигала садовые катки. Это излишнее напряжение было причиной её болезни и того, что первые восемь лет брака она вовсе не рожала, а впоследствии все её роды были преждевременными. Единственный сын Александр умер в детстве, в 1844 году.

## Награды
- Знак отличия за XX лет беспорочной службы (1852)[12]
- Орден Святого Станислава 1 ст. (1861)
- Орден Святой Анны 1 ст. (1863)
- Императорская корона к Ордену Святой Анны 1 ст. (1866)
- Орден Святого Владимира 2 ст. (1867)
- Орден Белого Орла (1870)
- Орден Святого Александра Невского (1871)
- Бриллиантовые знаки к Ордену Святого Александра Невского (1880)

## Память
- В 1872  году было учреждено Дельвиговское железнодорожное училище, ныне Московский колледж железнодорожного транспорта Российского университета транспорта (МИИТ)[6][7].
- Имя «Инженер Андрей Дельвиг» носит электропоезд Горьковской железной дороги ЭД9М-0250, приписанный к моторвагонному депо Горький-Московский (пущен в эксплуатацию 13 марта 2009 года).

## Сочинения
- Руководство к устройству водопроводов. — М., 1856.
- Описание московских водопроводов // Журнал путей сообщения. — 1858. — Т. 27.
- Дельвиг, Андрей Иванович. Мои воспоминания (в 4 т.). - Москва. Моск. публ. и Румянцев. музей, 1912-1913.
- Полвека русской жизни. Воспоминания. 1820—1870. — Т. 1—2. — М.; Л. : Academia, 1930.
- Из «Моих воспоминаний» Нижегородские страницы / Сост. Н. В. Морохин, Д. Г. Павлов. — Нижний Новгород: Книги, 2010.
- Полвека русской жизни — М.: ООО ИПК «Виадук», ИП Соловьёв И. В. 2014. 1216 с.